# Giacomo Conti
Giacomo Luigi Conti (Palermo, 24 de junio de 1918-Verona, 8 de junio de 1992) fue un deportista italiano que compitió en bobsleigh. Participó en los Juegos Olímpicos de Cortina d'Ampezzo 1956, obteniendo una medalla de oro en la prueba doble.

## Palmarés internacional
| Juegos Olímpicos | Juegos Olímpicos           | Juegos Olímpicos | Juegos Olímpicos |
| Año              | Lugar                      | Medalla          | Prueba           |
| ---------------- | -------------------------- | ---------------- | ---------------- |
| 1956             | Cortina d'Ampezzo (Italia) | Medalla de oro   | Doble            |